# Ľudovít Sklenský
Ľudovít Sklenský (* 21. duben 1962 Žilina) je bývalý slovenský fotbalista, útočník.

## Fotbalová kariéra
V československé lize hrál za ZVL Žilina. V československé lize nastoupil v 22 utkáních, odehrál 916 minut a dal 3 góly. V nižších soutěžích hrál i za ZŤS Martin a VTJ Tábor.

## Ligová bilance
| Ročník                                      | Zápasy | Góly | Minuty | Klub       |
| ------------------------------------------- | ------ | ---- | ------ | ---------- |
| 1. slovenská národní fotbalová liga 1981/82 | 18     | 3    | -      | ZVL Žilina |
| 1. slovenská národní fotbalová liga 1982/83 | 12     | 0    | -      | ZŤS Martin |
| 1. československá fotbalová liga 1983/84    | 3      | 0    | 149    | ZVL Žilina |
| 1. československá fotbalová liga 1984/85    | 5      | 1    | 264    | ZVL Žilina |
| 1. československá fotbalová liga 1985/86    | 14     | 2    | 503    | ZVL Žilina |
| Česká národní fotbalová liga 1987/88        | 9      | 2    | -      | VTJ Tábor  |
| 1. slovenská národní fotbalová liga 1988/89 | 2      | 0    | -      | ZVL Žilina |
| CELKEM 1. liga                              | 22     | 3    | 916    |            |